# 29979 Wastyk
29979 Wastyk este un asteroid din centura principală de asteroizi.

## Descriere
29979 Wastyk este un asteroid din centura principală de asteroizi. A fost descoperit pe 7 septembrie 1999 la Socorro, New Mexico, în cadrul proiectului LINEAR. Asteroidul prezintă o orbită caracterizată de o semiaxă mare de 2,45 ua, o excentricitate de 0,07 și o înclinație de 6,2° în raport cu ecliptica.